# Юр'ївська селищна рада (Лутугинський район)
Юр'ївська селищна рада — орган місцевого самоврядування у Лутугинському районі Луганської області. Адміністративний центр — селище міського типу Юр'ївка.

## Загальні відомості
Юр'ївська селищна рада утворена в 1938 році. Територією ради протікає річка Біла.

## Населені пункти
Селищній раді підпорядковані населені пункти:
- смт Юр'ївка

## Склад ради
Рада складається з 24 депутатів та голови.

### Керівний склад попередніх скликань
| ПІБ                         | Основні відомості                                                                      | Дата обрання | Дата звільнення |
| --------------------------- | -------------------------------------------------------------------------------------- | ------------ | --------------- |
| Паляниця Анатолій Павлович  | Селищний голова, 1959 року народження, член Партії регіонів                            | 26.03.2006   | 31.10.2010      |
| Михайльонок Микола Іванович | Селищний голова, 1958 року народження, освіта середня спеціальна, член Партії регіонів | 31.10.2010   |                 |

Примітка: таблиця складена за даними джерела